# Čuchloma
Čuchloma (rusky Чухлома) je město v Kostromské oblasti Ruské federace. Při sčítání lidu v roce 2010 měla přes pět tisíc obyvatel.

## Poloha
Čuchloma leží na jihovýchodním břehu Čuchlomského jezera (vytéká z něj Vjoksa, přítok Voči v povodí řeky Kostromy).
Od Kostromy, správního střediska oblasti, je Čuchloma vzdálena přibližně 170 kilometrů na severovýchod.

### Doprava
Přes Čuchlomu vede severojižně silnice P-100 ze Soligaliče do Galiče. V Galiči, zhruba padesát kilometrů jižně od Čuchlomy, je nejbližší železniční stanice,. Ta leží na Transsibiřské magistrále přibližně 500 kilometrů od Moskvy.